# بخش ثاندر بی
بخش ثاندر بی (به انگلیسی: Thunder Bay District) یک سکونتگاه مسکونی در کانادا است که در انتاریو واقع شده‌است.

## خصوصیات
بخش ثاندر بی ۱۴۶٬۰۵۷ نفر جمعیت دارد و ۲۲۰ متر بالاتر از سطح دریا واقع شده‌است.